# Renage
Renage ist eine französische Gemeinde mit 3361 Einwohnern (Stand: 1. Januar 2022) im Département Isère in der Region Auvergne-Rhône-Alpes. Die Gemeinde liegt im Arrondissement Grenoble und gehört zum Kanton Tullins.

## Geographie
Der Fure durchfließt die Gemeinde.
Umgeben wird Renage von den Nachbargemeinden Rives im Norden, Charnècles im Osten, Vourey im Südosten, Tullins im Süden sowie Beaucroissant im Westen.

## Bevölkerungsentwicklung
| Jahr                       | 1962 | 1968 | 1975 | 1982 | 1990 | 1999 | 2006 | 2011 |
| -------------------------- | ---- | ---- | ---- | ---- | ---- | ---- | ---- | ---- |
| Einwohner                  | 2708 | 3037 | 3093 | 3154 | 3318 | 3332 | 3601 | 3682 |
| Quellen: Cassini und INSEE |      |      |      |      |      |      |      |      |

## Sehenswürdigkeiten
- La Grande fabrique, Manufaktur aus dem 16. Jahrhundert, seitdem industriell unterschiedlich (u. a. als Papeterie) genutzt
- Kapelle der Grande Fabrique, 1866 errichtet